# Mission d'observation militaire Équateur – Pérou
La Mission d'observation militaire Équateur – Pérou (MOMEP) (en espagnol : Misión de Observadores Militares Ecuador-Perú) est une opération de maintien de la paix intervenue dans le cadre de l'exécution du protocole de Rio à l'issue de la guerre du Cenepa, le dernier des conflits frontaliers entre le Pérou et l'Équateur.

## Historique
La MOMEP a été créée le 10 mars 1995, en application des engagements du protocole de Rio de janvier 1942. Ce protocole est censé régler le conflit frontalier opposant l'Équateur et le Pérou, qui s'étaient alors engagés à trouver une solution à leur différend sous l'égide de quatre puissances américaines, Argentine, Brésil, Chili et États-Unis. Ce cadre spécifique explique que la MOMEP ne soit du ressort ni de l'ONU ni de l'OEA.
La MOMEP repose sur l'action de ces quatre garants du protocole qui, par application de l'article 5 du protocole, envoient respectivement au démarrage de la mission :
- Argentine : 10 observateurs militaires.
- Brésil : 10 observateurs militaires, et le lieutenant-général commandant la mission.
- Chili : 10 observateurs militaires.
- États-Unis : 10 observateurs militaires et 72 soldats constituant la « US Task Force Safe Border » (sous la présidence de Bill Clinton[3]).

La mission consiste tout d'abord à séparer les belligérants, les 3 000 Équatoriens et les 2 000 Péruviens présents sur la zone de conflit, entre le 12 mars et le 21 août 1995 ; la Task Force supervise le désarmement des combattants et préside les cérémonies de démobilisation dans la « zone de sécurité ». Des patrouilles aériennes surveillent la zone.
Puis, lors de la deuxième (22 août 1995 - 16 février 1996) et de la troisième période de la mission (17 février 1996 - 25 octobre 1998), la MOMEP concentre son action sur la consolidation de la paix, en intégrant progressivement les troupes des deux pays dans les missions d'observation.
Enfin, lors de la quatrième et dernière phase (26 octobre 1998 - 1er juillet 1999), la MOMEP prend également en charge la supervision des opérations de déminage de la région frontalière. Cette dernière phase fait suite à la rédaction conjointe de la  déclaration d'Itamaraty (es), le 26 octobre 1998.
La mission est financée par les deux belligérants, à raison de 15 000 US$ par jour.
Le contingent brésilien atteindra au maximum 191 militaires.